# تشكيل وولففيل
تشكيل وولففيل أو تكوين وولففيل هو تكوين جيولوجي من حقبة الحياة الوسطى لنوفا سكوتيا . التكوين من مرحلة الكارني إلى أوائل مرحلة النوري (فترة الثلاثي المتأخر).  تم العثور على حفريات الفقاريات البرية الصغيرة في التكوين، بما في ذلك البركلوفونات وأوائل الزواحف أشباه الأركوصورات وكلبيات الأسنان. من بين الحفريات التي تم انتشالها من التكوين بقايا الديناصورات، لكن لم تتم إحالة أي منها إلى جنس معين. 